# Championnat d'Arabie saoudite de football 1983-1984
Navigation
Saison précédente Saison suivante
La saison 1983-1984 du Championnat d'Arabie saoudite de football est la huitième édition du championnat de première division en Arabie saoudite. La Premier League regroupe les dix meilleurs clubs du pays au sein d'une poule unique où ils s'affrontent deux fois au cours de la saison, à domicile et à l'extérieur. À la fin de la compétition, pour permettre le passage du championnat de 10 à 12 équipes, il n'y a pas de club relégué et les deux meilleurs clubs de deuxième division sont promus.
C'est le club d'Al Ahli qui remporte le championnat en terminant en tête du classement final, avec deux points d'avance sur Al Ittihad et cinq sur un duo composé d'Ettifaq FC, tenant du titre, et d'Al Qadisiya Al Khubar. C'est le 2e titre de champion d'Arabie saoudite de l'histoire du club.

## Les clubs participants
| - Al Nasr Riyad - Al-Hilal FC - Al Ahli - Al Ittihad - Al Wehda - Promu de D2 | - Al Qadisiya Al Khubar - Al Shabab Riyad - Al Riyad SC - Promu de D2 - Ettifaq FC - Al-Nahda |

## Compétition

### Classement
Seul le total de points des équipes est connu. Le barème utilisé pour établir le classement est le suivant :
- Victoire : 2 points
- Match nul : 1 point
- Défaite : 0 point

| Rang | Équipe                | Pts | J  | G | N | P | Bp | Bc | Diff |
| ---- | --------------------- | --- | -- | - | - | - | -- | -- | ---- |
| 1    | Al Ahli               | 27  | 18 |   |   |   |    |    |      |
| 2    | Al Ittihad            | 25  | 18 |   |   |   |    |    |      |
| 3    | Ettifaq FC T          | 22  | 18 |   |   |   |    |    |      |
| 4    | Al Qadisiya Al Khubar | 22  | 18 |   |   |   |    |    |      |
| 5    | Al Nasr Riyad         | 20  | 18 |   |   |   |    |    |      |
| 6    | Al-Hilal FC           | 19  | 18 |   |   |   |    |    |      |
| 7    | Al Shabab Riyad       | 17  | 18 |   |   |   |    |    |      |
| 8    | Al Wehda P            | 12  | 18 |   |   |   |    |    |      |
| 9    | Al-Nahda              | 11  | 18 |   |   |   |    |    |      |
| 10   | Al Riyad SC P         | 9   | 18 |   |   |   |    |    |      |

|  | Champion d'Arabie saoudite 1983-1984               |
|  | T : Tenant du titre P : Promu de deuxième division |

## Bilan de la saison
| Championnat d'Arabie saoudite de football 1983-1984 |                                  |
| Champion                                            | Al Ahli (2e titre)               |
| Coupes et trophées                                  |                                  |
| Vainqueur de la Coupe d'Arabie saoudite 1983-1984   | Non disputée                     |
| Promotions et relégations                           |                                  |
| Promus en Premier League                            | Al Jabalain                      |
| Promus en Premier League                            | Ohud Médine                      |
| Relégués en First Division                          | Aucun (passage de 10 à 12 clubs) |